# ناغ‌دالی (لاچین)
ناغ‌دالی (ترکی آذربایجانی: Nağdalı) یک منطقهٔ مسکونی در جمهوری آرتساخ است که در استان کاشاتاق واقع شده‌است.